# Agatha Christie - La serie infernale
Agatha Christie - La serie infernale (The ABC Murders) è una miniserie televisiva britannica del 2018, scritta da Sarah Phelps, diretta da Alex Gabassi e basata sul romanzo di Agatha Christie La serie infernale.
Il cast include John Malkovich nel ruolo di Hercule Poirot, insieme a Rupert Grint, Andrew Buchan, Tara Fitzgerald e Shirley Henderson.
Le tre puntate della miniserie sono state trasmesse su BBC One dal 26 al 28 dicembre 2018.
In Italia l'intera miniserie è stata trasmessa il 19 marzo 2019 su Sky Cinema Collection.

## Trama
Ambientata negli anni '30, epoca in cui il Regno Unito è pericolosamente diviso e il sospetto e l'odio sono in aumento, la storia vede Poirot affrontare un serial killer che si firma A.B.C. Mentre il numero dei morti aumenta, l'unico indizio è una copia della Guida Ferroviaria A.B.C. in ogni scena del crimine. Le indagini di Poirot sono continuamente vagliate da un nemico determinato a metterlo in difficoltà, superandolo in astuzia. Se Poirot deve eguagliare la sua nemesi, allora tutto ciò che riguarda lui sarà messo in discussione: la sua autorità, la sua integrità, il suo passato e la sua identità.

## Puntate
| n° | Titolo originale | Prima TV UK      | Prima TV Italia |
| -- | ---------------- | ---------------- | --------------- |
| 1  | Episode 1        | 26 dicembre 2018 | 19 marzo 2019   |
| 2  | Episode 2        | 27 dicembre 2018 | 19 marzo 2019   |
| 3  | Episode 3        | 28 dicembre 2018 | 19 marzo 2019   |

## Personaggi e interpreti

### Personaggi principali
- Hercule Poirot, interpretato da John Malkovich, doppiato da Luca Biagini.[8]
- Ispettore Crome, interpretato da Rupert Grint, doppiato da Flavio Aquilone.
- Franklin Clarke, interpretato da Andrew Buchan, doppiato da Francesco Pezzulli.
- Alexander Bonaparte Cust, interpretato da Eamon Farren, doppiato da Alessandro Tiberi.
- Donald Fraser, interpretato da Jack Farthing, doppiato da Andrea Mete.
- Dexter Dooley, interpretato Gregor Fisher
- Lady Hermione Clarke, interpretata da Tara Fitzgerald, doppiata da Cinzia De Carolis.
- Sidney Prynne, interpretato da Henry Goodman
- Rose Marbury, interpretata da Shirley Henderson, doppiata da Tiziana Avarista.
- Megan Barnard, interpretata da Bronwyn James
- Thora Grey, interpretata da Freya Mavor, doppiata da Letizia Ciampa.
- Ispettore Japp, interpretato da Kevin McNally

### Personaggi secondari
- Betty Barnard, interpretata da Eve Austin
- Lily Marbury, interpretata da Anya Chalotra, doppiata da Emanuela Ionica.
- Jenny Barnard, interpretata da Lizzy McInnerny
- Padre Anselm, interpretato da Cyril Nri, doppiato da Oreste Baldini.
- Capstick, interpretata da Suzanne Packer, doppiata da Monica Ward.
- Sergente Yelland, interpretato da Michael Shaeffer
- Sir Carmichael Clarke, interpretato da Christopher Villiers
- Detective Bunce, interpretato da Shane Attwooll
- Miss Leigh, interpretata da Terenia Edwards
- Alice Asher, interpretata da Tamzin Griffin
- Benny Grew, interpretato da Neil Hurst
- Peter Asher, interpretato da Ian Pirie
- Sig.ra Kirkham, interpretata da Karen Westwood

## Riprese
Lo Yorkshire ha avuto un ruolo chiave nelle riprese della serie. Le scene sono state girate a Grosmont, Leeds, Pickering, Ripon, Skelton-on-Ure, Wakefield e Bexhill-on-Sea.